# Меліта (футбольний клуб)
Футбольний клуб «Меліта» (мальт. Melita Football Club) — мальтійський футбольний клуб з міста Сент-Джуліанс. Команда грає в Мальтійській Прем'єр-лізі, найвищому дивізіоні мальтійського футболу, та проводить домашні матчі на стадіоні «Джанні Бенчіні». Найвищим результатом у чемпіонаті Мальти для клубу було друге місце в сезоні 1938—1939 років. У сезоні 1938—1939 років клуб став володарем Кубка Мальти, а в наступному розіграші кубку клуб став фіналістом турніру.

## Титули і досягнення
- Володар Кубка Мальти (1): 1938—1939